# Julie - Il segreto della musica
Julie - Il segreto della musica (Julie e os fantasmas) è una serie televisiva brasiliana prodotta dallo studio Mixer in collaborazione con Nickelodeon Brazil. La prima e unica stagione della serie, formata da ventisei episodi, è andata in onda in Brasile su Rede Bandeirantes dal 17 ottobre 2011 al 4 maggio 2012 e, con pochi giorni di ritardo, su Nickelodeon Brazil.
In Italia la serie è stata trasmessa in prima visione dal canale digitale terrestre in chiaro Super! dal 24 settembre 2012 al 29 ottobre 2012.

## Trama
Julie è una ragazza adolescente di 15 anni con un grande talento per la musica (canta, compone e suona la chitarra) e una passione segreta, Nícolas, un suo compagno di classe che non l'ha mai notata. La vita di Julie cambia quando, dopo essersi trasferita in una nuova casa con il padre e il fratellino di 10 anni Pedrinho, trova in una rimessa sul retro un disco in vinile lanciato da una band degli anni Ottanta, gli Apolo81. I fantasmi dei suoi membri, Daniel, Martin e Felìx, vi sono stati intrappolati e, quando Julie ascolta il disco, li libera: inizialmente i tre fantasmi sono diffidenti nei suoi confronti e non vogliono avere nessun contatto con lei; neanche Julie, d'altra parte, vuole averli in casa e cerca di sfrattarli. In seguito, però, impara a conoscerli meglio e stringe una forte amicizia con loro, soprattutto con Daniel. Insieme a loro, Julie forma la band Os Insòlitos, cominciando a conquistare l'attenzione e il cuore di Nícolas e anche di Daniel, ma alla fine sceglie di stare con Nícolas perché i suoi sentimenti per lui sono incancellabili.

## Personaggi e interpreti
- Juliana "Julie" De Almeida Spinelli, interpretata da Mariana Lessa, doppiata da Jolanda Granato.
La protagonista, quindicenne, ha un'innata passione per la musica e s'innamora di Nícolas. Forma una band con i tre fantasmi, con i quali stabilisce un legame speciale, in modo particolare con Daniel, ma entrambi sono consapevoli che la loro storia è impossibile.
- Daniel Castellamari, interpretato da Bruno Sigrist, doppiato da Davide Garbolino.
Chitarrista e solista degli Apolo81, una band degli anni Ottanta i cui membri sono stati in passato intrappolati in un disco e successivamente liberati da Julie quando la ragazza lo ascolta. Ha 17 anni e s'innamora di Julie e comincia a corteggiarla; è molto geloso di Nícolas, arrivando a ricattarlo.
- Martin Novac, interpretato da Marcelo Ferrari, doppiato da Federico Zanandrea.
Bassista degli Apolo81, lega molto con Pedrinho, il fratello di Julie, e lo aiuta a tirarsi fuori dai guai, anche se a volte non ha successo, ha 18 anni.
- Félix Patter, interpretato da Fàbio Rabello, doppiato da Massimo Di Benedetto.
Batterista degli Apolo81, assieme a Martin diventa grande amico di Pedrinho, ha 17 anni.
- Pedro "Pedrinho", interpretato da Vinìcius Mazzola, doppiato da Patrizia Mottola.
Il fratello minore di Julie, molto spesso viene aiutato da Martin e Félix a tirarsi fuori dai guai o a testare le sue invenzioni, che di solito non danno risultati molto soddisfacenti.
- Biatriz "Bia", interpretata da Samya Pascotto, doppiata da Francesca Bielli.
La migliore amica di Julie, colleziona oggetti di famosi cantanti e attori, come un plettro portafortuna o la cartina di uno snack. Si fidanza con Fabio, il migliore amico di Nícolas, e apre il sito della band di Julie, facendo da manager.
- Nícolas, interpretato da Michel Joelsas, doppiato da Renato Novara.
Il ragazzo di cui Julie s'innamora, all'inizio è fidanzato con Thalita, una ragazza molto popolare da cui non è particolarmente ricambiato. In seguito inizia a innamorarsi di Julie.
- Fabio, interpretato da Pedro Inoue, doppiato da Simone Lupinacci.
Il "bullo" della scuola, spesso, però, aiuta Julie e Bia; è il migliore amico di Nícolas e all'inizio si prende una cotta per Julie, anche se alla fine s'innamora, ricambiato, di Bia.
- Thalita, interpretata da Milena Martines, doppiata da Jenny De Cesarei.
La ragazza più popolare della scuola, è perfida, snob e superficiale. Ama la musica e, in amore, è rivale di Julie.
- Demetrius, interpretato da Edu Guimaraes, doppiato da Claudio Moneta.
È un poliziotto fantasma che cerca in tutti i modi di far sciogliere la band di Julie, Daniel, Martin e Félix, gli Os Insòlitos. Da vivo era un cantante non molto apprezzato e, quando la band lo scopre, lo ricatta, minacciando di dirlo a tutti.

## Episodi
| Stagione       | Episodi | Prima TV Brasile | Prima TV Italia |
| -------------- | ------- | ---------------- | --------------- |
| Prima stagione | 26      | 2011-2012        | 2012            |

## Premi e candidature
- 2011 - Troféu APCA
  - Vinto - Miglior programma giovanile[4].
- 2012 - Nickelodeon Kids' Choice Awards
  - Nomination - Artista brasiliano preferito[5][6].
- 2012 - Meus Prêmios Nick
  - Nomination - Programma televisivo preferito[7][8].
  - Nomination - Cantante preferita a Mariana Lessa[7][8].
  - Nomination - Attrice preferita a Mariana Lessa[7][8].
- 2012 - Kids' Choice Awards Argentina
  - Nomination - Programma preferito[9].
- 2013 - Emmy Kids Awards
  - Nomination - Miglior serie giovanile[10][11].

## Distribuzioni internazionali
| Stato      | Canale            | Prima TV          |
| ---------- | ----------------- | ----------------- |
| Brasile    | Rede Bandeirantes | 17 ottobre 2011   |
| Italia     | Super!            | 24 settembre 2012 |
| Argentina  | Nickelodeon       | 6 marzo 2012      |
| Paraguay   | Nickelodeon       | 6 marzo 2012      |
| Uruguay    | Nickelodeon       | 6 marzo 2012      |
| Panama     | Nickelodeon       | 6 marzo 2012      |
| Messico    | Nickelodeon       | 6 marzo 2012      |
| Perù       | Nickelodeon       | 6 marzo 2012      |
| Bolivia    | Nickelodeon       | 6 marzo 2012      |
| Venezuela  | Nickelodeon       | 6 marzo 2012      |
| Porto Rico | Nickelodeon       | 6 marzo 2012      |
| Colombia   | Nickelodeon       | 6 marzo 2012      |
| Honduras   | Nickelodeon       | 6 marzo 2012      |
| Ecuador    | Nickelodeon       | 6 marzo 2012      |
| Cile       | Nickelodeon       | 6 marzo 2012      |
| Costa Rica | Nickelodeon       | 6 marzo 2012      |